# Tetraopes crinitus
Tetraopes crinitus là một loài bọ cánh cứng trong họ Cerambycidae.